# Ioga no Brasil
A Ioga no Brasil se caracteriza pela existência de grandes divergências, contrariedade e negação entre duas grandes vertentes de Ioga.
A polêmica se dá entre os adeptos do SwáSthya Yôga e os adeptos das demais modalidades.

## SwáSthya Yôga
Segundo o Programa do Curso Básico de Yôga do Mestre DeRose, adotado pelos praticantes de SwáSthya Yôga, "Não existe um tipo único de Yôga: existem 108 modalidades. No Brasil, temos mais de 40 ramos. Nem todos os tipos de Yôga são bons. Alguns são autênticos, porém a maioria é tão deturpada que chega a ser francamente nociva. As modalidades de Yôga não são compatíveis entre si. Quem pratica um Yôga não deve misturá-lo com outro. Deve-se buscar um que seja mais autêntico e dedicar-se exclusivamente a esse, sem mesclas."
Ainda segundo DeRose, "SwáSthya Yôga é o nome da sistematização do Yôga Antigo, Pré-Clássico, o Yôga mais completo do mundo. A característica principal é sua prática ortodoxa denominada ashtánga sádhana." e "jamais alguém se deteve a estudar o Yôga primitivo do povo drávida, que floresceu em Moenjodaro, no vale do Indo, a noroeste da Índia. Os atuais hindus são descendentes dos invasores arianos que chegaram milhares de anos depois e subjugaram os drávidas. A partir de então, tudo o que se referia à cultura dravidiana foi condenado à exclusão e ao esquecimento. O Yôga sobreviveu graças à sua arianização, o que equivale a dizer, graças à sua deturpação."
Portanto, os praticantes de SwáSthya Yôga consideram as demais modalidades deturpadas, incompletas e, em alguns casos, nocivas.

## Demais modalidades
Expoentes das demais modalidades consideram o SwáSthya Yôga um culto sectário que se apropria de técnicas de Ioga para construir uma estrutura hierarquizada e puramente comercial. Afirmam ainda que trata-se de mero embuste produzido pelo seu criador, Luis Sérgio DeRose (Mestre DeRose) e o acusam de falsear verdades históricas para embasar sua conceituação filosófica.